# South Burnett
South Burnett är en region i Australien. Den ligger i delstaten Queensland, omkring 180 kilometer nordväst om delstatshuvudstaden Brisbane. Antalet invånare är 32 641.
Följande samhällen finns i South Burnett:
- Kingaroy
- Nanango
- Murgon
- Wondai
- South Nanango
- Taabinga
- Tingoora
- Wooroolin
- Windera

I omgivningarna runt South Burnett växer huvudsakligen savannskog. Runt South Burnett är det mycket glesbefolkat, med 5 invånare per kvadratkilometer. Genomsnittlig årsnederbörd är 951 millimeter. Den regnigaste månaden är mars, med i genomsnitt 168 mm nederbörd, och den torraste är augusti, med 27 mm nederbörd.